# Marzan
Marzan (en bretó Marzhan) és un municipi francès, situat a la regió de Bretanya, al departament d'Ar Mor-Bihan. L'any 2006 tenia 1.852 habitants.

## Demografia
| 1962                                       | 1968  | 1975  | 1982  | 1990  | 1999  |
| ------------------------------------------ | ----- | ----- | ----- | ----- | ----- |
| 1.529                                      | 1.548 | 1.547 | 1.738 | 1.736 | 1.695 |
| Des de 1962: població sense dobles comptes |       |       |       |       |       |

## Administració
| Període   | Identitat     | Partit |
| --------- | ------------- | ------ |
| 2001-2005 | Jean Le Bot   |        |
| 2005-2008 | Yvonne Palou  |        |
| 2008-     | Edouard Moïse |        |